# Tianliang zhiqian
Tianliang zhiqian (天亮之前S), noto anche con il titolo internazionale One Night Only, è un film del 2016 scritto e diretto da Matt Wu.

## Trama
Gao Ye ha perso tutti i propri risparmi dopo essere entrato nel giro del gioco d'azzardo, finendo persino in prigione. Una sera, un'avvenente prostituta di nome Mo Mo gli si avvicina e con lei inizia una particolare notte in giro per la città che gli farà riscoprire la gioia di vivere; solo più tardi verrà a sapere che Mo Mo era una malata in fase terminale e che desiderava fargli un ultimo grande regalo.

## Distribuzione
In Cina la pellicola è stata distribuita dalla Heng Ye a partire dal 22 luglio 2016.